# Jean-Christophe de Hohenzollern-Haigerloch
Titre
Comte de Hohenzollern-Haigerloch
21 avril 1592 – 4 décembre 1620
(28 ans, 7 mois et 13 jours)
Jean-Christophe de Hohenzollern-Haigerloch (en allemand Johann Christoph von Hohenzollern-Haigerloch), né à Haigerloch en 1586 et décédé à Haigerloch le 4 décembre 1620, est comte de Hohenzollern-Haigerloch de 1592 à 1620.

## Famille et biographie
Il est le fils aîné de Christophe de Hohenzollern-Haigerloch (1552-1592) et de Catherine von Welsperg (décédée après 1608). Au service de l'armée impériale il vit essentiellement à Vienne. Il est nommé Chanoine de Saint-Géréon à Cologne. Il poursuit l'œuvre de son père en achevant la construction de l'église du château de Haigerloch dont le maître-autel est consacré en 1609. Durant la Guerre de Trente Ans, il est désigné commandant du château des Hohenzollern dès 1618.

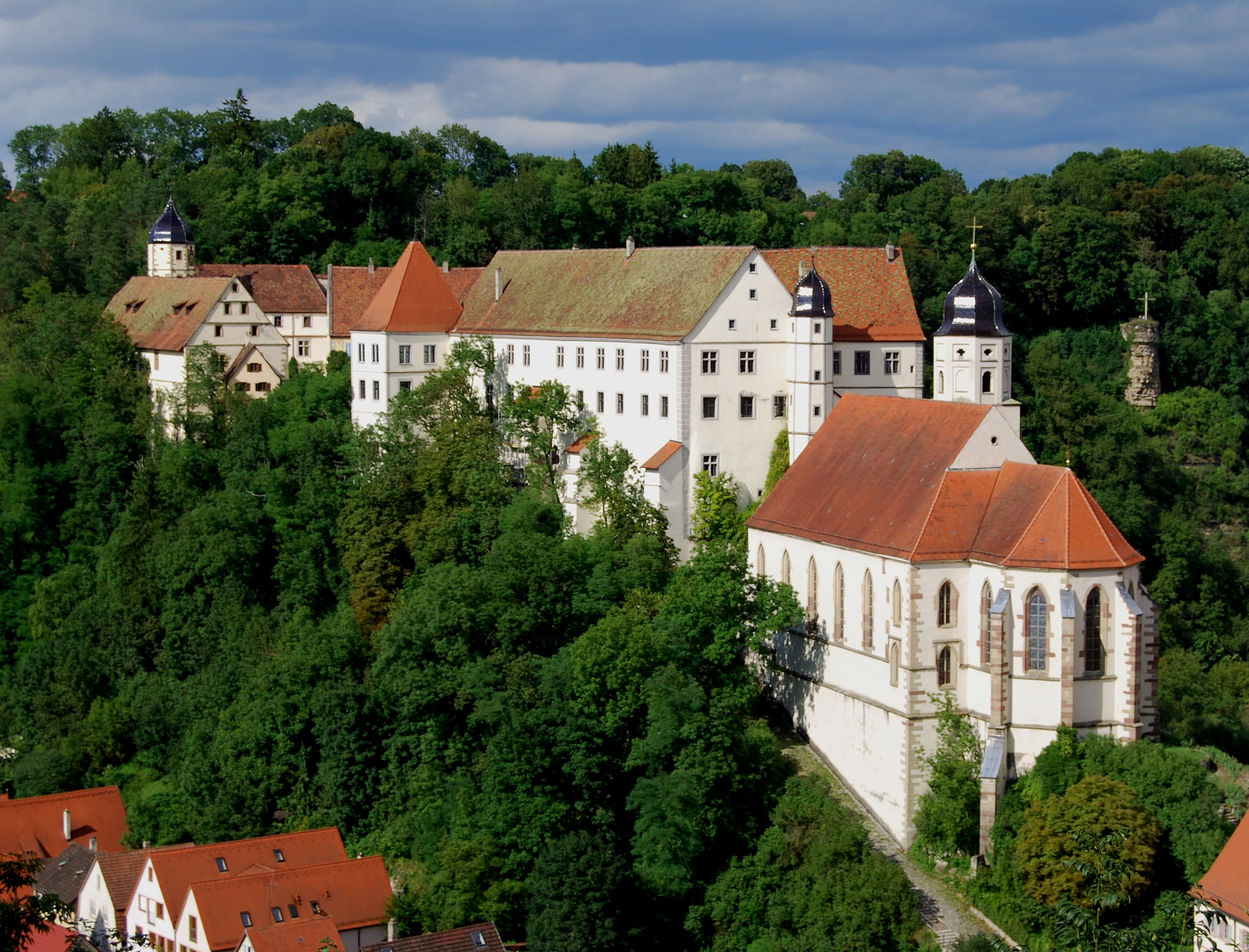
Schlosskirche Haigerloch 2010

### Mariage et descendance
Jean-Christophe de Hohenzollern-Haigerloch épouse à Sigmaringen le 21 septembre 1608 sa cousine germaine Élisabeth (Maria Elisabeth) de Hohenzollern-Sigmaringen (Sigmaringen 10 janvier 1592 - Waldshut-Tiengen 28 octobre 1659), fille de Charles II de Hohenzollern-Sigmaringen (1547-1606) et de Elisabeth von Culemborg zu Palant (1567-1620). Ce mariage est resté sans postérité.

## Origine de sa Maison
À la mort de Charles Ier de Hohenzollern, la principauté de Hohenzollern est divisée entre ses trois fils :
- Eitel-Frédéric Ier de Hohenzollern-Hechingen reçoit la Principauté d'Hechingen
- Charles II de Hohenzollern-Sigmaringen reçoit la Principauté de Sigmaringen
- Christophe de Hohenzollern-Haigerloch reçoit la Principauté de Haigerloch.

Jean Christophe de Hohenzollern-Haigerloch est le second Comte de la lignée de Hohenzollern-Haigerloch qui s'éteindra dès 1634. Son frère Charles lui succède en 1620.

## Généalogie
Jean-Christophe de Hohenzollern-Haigerloch appartient à la quatrième branche issue de la première branche de la Maison de Hohenzollern. Cette lignée appartient à la branche souabe de la dynastie de Hohenzollern.